# پورت بناتاین
پورت بناتاین (به انگلیسی: Port Bannatyne) یک روستا در بریتانیا است که در آرگایل و بوت واقع شده‌است.